# Селевк (узурпатор)
Вижте пояснителната страница за други личности с името Селевк.
Селевк е римски узурпатор.
Според историка от 5 век Полемий Силвий, Селевк е узурпатор, въстанал срещу римския император Елагабал. Неговата самоличност не е установена. Това може да е Юлий Антоний Селевк, управител в Мизия, или Марк Флавий Вителий Селевк, консул през 221 г.